# کری وایلند
کری وایلند (انگلیسی: Kerry Weiland؛ زادهٔ ۱۸ اکتبر ۱۹۸۰) بازیکن هاکی روی یخ اهل ایالات متحده آمریکا است.